# هادبی
هادبی (انگلیسی: Hudbay Minerals) شرکت معدن کانادایی است، که در سال ۱۹۹۶ تأسیس شد.